# Berthold van Rheinfelden
Berthold van Rheinfelden ook Berthold I van Zwaben genoemd (circa 1060 - 18 mei 1090) was hertog van Zwaben van 1079 tot aan zijn dood. Omdat Frederik I in die periode de officiële hertog van Zwaben was, was Berthold eerder een tegenhertog.

## Levensloop
Hij was de zoon van Rudolf van Rheinfelden, die van 1077 tot 1080 tegenkoning van Duitsland was en in die functie een tegenstander van Heilig Rooms keizer Hendrik IV was. Zijn moeder is onbekend. Waarschijnlijk was het de tweede vrouw van zijn vader, Adelheid van Savoye, maar in dat geval zou zijn geboortejaar niet kloppen.
In 1079 trad zijn vader af als hertog van Zwaben om zijn alliantie met Saksen te versterken. Berthold werd de nieuwe hertog van Zwaben, maar keizer Hendrik IV benoemde Frederik van Büren tot hertog van Zwaben, waardoor Berthold in feite een tegenhertog was.
Het conflict tussen Frederik en Berthold over het hertogdom Zwaben, veroorzaakte chaos in het hertogdom. In 1084 werd Berthold door de legers van keizer Hendrik IV verslagen. Berthold bleef echter het grootste deel van het hertogdom in handen houden. Toen hij in 1090 zonder nakomelingen stierf, werd Berthold II van Zähringen de nieuwe tegenhertog van Zwaben.